# Tasmanbusksmyg
För fågelarten Acanthornis magna, se klätterbusksmyg.
Tasmanbusksmyg (Sericornis humilis) är en fågel i familjen taggnäbbar inom ordningen tättingar.

## Utseende
Tasmanbusksmygen är en liten gråbrun fågel med en svartvit skulderfläck, vitt ögonbrynsstreck och ett svagt ljust hakstreck. Arten är mycket lik vitbrynad busksmyg, men är mörkare och har mindre tydlig teckning i ansiktet.

## Utbredning och systematik
Tasmanbusksmyg delas upp i två underarter med följande utbredning:
- S. h. humilis – tät undervegetation på Tasmanien
- S. h. tregellasi – King Island i Bass Strait

Vissa behandlar den som en underart till vitbrynad busksmyg (Sericornis frontalis).

## Levnadssätt
Tasmanbusksmygen hittas i olika typer av miljöer med tät vegetationen. Där födosäker den på marken.

## Status
Trots det begränsade utbredningsområdet och att den tros minska i antal anses beståndet vara livskraftigt av internationella naturvårdsunionen IUCN.